# Eucharassus flavotibiale
Eucharassus flavotibiale là một loài bọ cánh cứng trong họ Cerambycidae.